# Бобруйськ (футбольний клуб)
«Бобру́йськ» — колишній білоруський футбольний клуб з однойменного міста. Заснований 1984, розформований — 1996 року.

## Історія
1993 року клуб отримав назву «Фандок» — від однойменного деревообробного комбінату. Відомий за виступами у чемпіонаті Білорусі.
Фіналіст Кубка Білорусі сезону 1993—1994, поступився у фіналі мінському «Динамо» з рахунком 1:3.
У сезоні 1995 року ФК «Бобруйськ» вилетів з Вищої ліги і був розформований.